# Conjuntivitis al·lèrgica
La conjuntivitis al·lèrgica és un tipus de conjuntivitis (inflamació de la conjuntiva) causada per una al·lèrgia. Encara que els al·lergògens difereixen entre els pacients, la causa més comuna és el pol·len. Els símptomes consten de coloració vermella (principalment a causa de la vasodilatació dels vasos sanguinis petits perifèrics), causant picor i lacrimació elevada (producció de llàgrimes). Si això està combinat amb rinitis, aleshores l'afecció és anomenada rinoconjunctivitis al·lèrgica. Els símptomes comporten l'expulsió d'histamina i altres substàncies en execució per mastòcits, els quals estimulen la dilació dels vasos sanguinis, irriten les finalitats dels nervis i augmenta secreció de llàgrimes. El tractament de la conjuntivitis al·lèrgica és evitant l'al·lergogen (per exemple evitant el pol·len durant l'estació corresponent) i tractament amb antihistamínics, en forma de gotes per als ulls o en forma de pastilles.

## Tractament
- No farmacològic: compreses fredes.
- Estabilitzadors dels mastòcits: com a col·liris amb lodoxamida (Alomide) o nedocromil (Tilad, Tilavist).
- Antihistamínics: per via oral o com a col·liris amb cromoglicat (Cusicrom, Opticrom), ketotifèn (EFG, Zasten, Bentifen) o olopatadina (Opatanol).
- Glucocorticoides, en casos que no responen prou als anteriors.[2]
- Immunoteràpia, com a tractament a llarg termini.